# Sigonce
Sigonce – miejscowość i gmina we Francji, w regionie Prowansja-Alpy-Lazurowe Wybrzeże, w departamencie Alpy Górnej Prowansji.

## Demografia
Według danych na rok 1990 gminę zamieszkiwało 279 osób, a gęstość zaludnienia wynosiła 14 osób/km². W styczniu 2015 r. Sigonce zamieszkiwało 411 osób, przy gęstości zaludnienia wynoszącej 20,6 osób/km².